# Geophis dunni
Espèce
Statut de conservation UICN

 DD  : Données insuffisantes
Geophis dunni  est une espèce de serpents de la famille des Dipsadidae.

## Répartition
Cette espèce est endémique du Nicaragua.

## Étymologie
Cette espèce est nommée en l'honneur de Emmett Reid Dunn.

## Publication originale
- Schmidt, 1932 : Stomach Contents of Some American Coral Snakes, with the Description of a New Species of Geophis. Copeia, vol. 1932, no 1, p. 6-9.